# Anne Lundmark
Anne Lundmark (* 1951) ist eine ehemalige schwedische Orientierungsläuferin. 
Lundmark gewann mit der schwedischen Staffel 1975 eine Bronzemedaille bei den Nordischen Meisterschaften. Außerdem siegte sie 1975 beim O-Ringen. Im Jahr darauf gewann die schwedische Staffel mit Ingrid Ohlsson, Kristin Cullman und Anne Lundmark die Weltmeisterschaft im schottischen Aviemore. Im Einzelrennen belegte Lundmark hinter der Finnin Liisa Veijalainen und Cullman den dritten Platz.
1974 wurde sie schwedische Meisterin auf der Langdistanz. Mit Fjärås AIK gewann sie außerdem 1974 und 1976 die Staffelmeisterschaft.

## Platzierungen
| Weltmeisterschaften | Einzel | Staffel |
| ------------------- | ------ | ------- |
| 1976 Aviemore       | 3.     | 1.      |

| Nord. Meisterschaften | Einzel | Staffel |
| --------------------- | ------ | ------- |
| 1975 Nørre Snede      | ?      | 3.      |